# Magdalena Świerczek-Gryboś
Magdalena Świerczek-Gryboś (ur. 4 sierpnia 1990 w Olkuszu) – polska pisarka fantastyki, poetka, redaktorka. Badaczka twórczości Stanisława Lema.

## Życiorys
W latach szkolnych osiągała pierwsze sukcesy w konkursach poetyckich. Pisać fantastykę uczyła się na portalu fantastyka.pl podległym redakcji czasopisma „Nowa Fantastyka”.
Skończyła kilka kierunków i specjalizacji na Uniwersytecie Pedagogicznym w Krakowie, w tym filozofię i etykę. Opiekun pracy magisterskiej z etyki, Tadeusz Gadacz, zainteresował ją postacią Stanisława Lema. Poświęciła twórczości fantastycznonaukowej Lema – jej wymiarom etycznym i filozoficznym – pracę magisterską, część wystąpień na konferencjach naukowych, artykułów i własnej twórczości. W ramach studiów doktoranckich z filozofii zajmowała się fantastyką i mniej znanymi nurtami feminizmu. Studia doktoranckie porzuciła „na rzecz redagowania fantastyki”. Od kilku lat związana jest jako redaktorka z Grupą Wydawniczą Fantazmaty, współpracuje z licznymi wydawcami (m.in. SQN, czasopismem Urania, Empikiem).
Zdiagnozowano u niej zespół Aspergera. W 2021 zaczęła pisać o swoich doświadczeniach oraz objawach dotyczących kobiet, które mogą różnić się od tych charakterystycznych dla mężczyzn.
Od 2022 mieszka w Gdańsku.

## Twórczość
W 2019 opublikowano jej dwie powieści: Openminder oraz Dzieci Burzy.
Openminder to socjologiczna SF z motywami postapo i cyberpunku. Opowiada o świecie w 2076 podzielonym ideologicznie na Wschód i Zachód, w którym obywatele Zachodu zostali zaszczepieni przeciwko złu. Akcja w większości dzieje się na terenie zniszczonego wojną i skażonego Krakowa. Tytułowi openminderzy to „wojownicy umysłu”, nowy rodzaj żołnierzy pilotujących mechy w częściowo wirtualnej rzeczywistości. Redaktor Michał Cetnarowski w posłowiu określił Openmindera mianem „patchwork science fiction” i stwierdził, że jest to powieść „po komiksowemu przerysowana, bezczelna jak teledysk, a jednocześnie pisana na poważnie i zaangażowana”, a Świerczek-Gryboś to jedna z pierwszych autorek w Polsce, które piszą w podobny sposób.
Dzieci Burzy to powieść science-fantasy ukazująca losy multiwersum (w którym nasz świat stanowi tylko jeden wymiar) znajdującego się na skraju zagłady. W plebiscycie Granice.pl została uznana za najlepszą książkę na zimę 2019 z gatunku fantastyki.
W 2020 pojawiła się kolejna powieść autorki, Trupokupcy, pod redakcją Ewy Białołęckiej. To historia o świecie odmienionym przez nierozważną walkę z ociepleniem klimatu, w następstwie czego z głębi ziemi budzą się stare duchy. Akcja toczy się głównie na śląskiej wsi. Utwór łączy postapo, mity słowiańskie, steampunk i rural fantasy.
W 2021 premierę miały Puste diabły, powieść obyczajowa z elementami kryminału i realizmu magicznego, czytana przez Anetę Todorczuk. Młoda pisarka – niedopasowana społecznie dawna narkomanka, dręczona przez przeszłe demony – próbuje odnaleźć swoje miejsce w nękanej suszą, popandemicznej Polsce.
Lew i stalker z grzywą (2022) to pierwszy samodzielny zbiór opowiadań autorki, zapowiadający wydaną w 2024 powieść Nieświat. Uniwersum nieświata ukazuje perypetie bohaterów na Ziemi pożeranej przez kosmicznego pasożyta, odradzającym się Marsie i starej stacji kosmicznej. Bohaterowie to osoby w każdym wieku, również neuroróżnorodne; zbiór dedykowany jest młodzieży i dorosłym. Autorka zrzekła się dochodów z książki na rzecz fundacji ekologicznej.
W 2023 pojawiły się Wszystkie kolory łabędzi, czytane przez Małgorzatę Kozłowską. Ten obyczaj z wątkiem kryminalnym „to historia o zaszczuciu, traumie i poszukiwaniu własnej tożsamości. O niebinarności, toksycznych wzorcach i pułapkach dorastania”.
W 2024 premierę miał Nieświat.
W 2025 ukazał się tom pierwszy Somnautów. Radek Rak na okładce określił książkę jako „jedną z najbardziej świeżych, oryginalnych i wymagających SF, jakie czytał”.

## Nominacje
W 2020 Świerczek-Gryboś została nominowana do nagród Nowej Fantastyki w kategorii Nagroda im. Macieja Parowskiego (dawniej Reflektor), a jej dwie powieści nominowano do Nagrody Fandomu Polskiego im. Janusza A. Zajdla. W 2021 ponownie nominowano ją do Nagrody im. Macieja Parowskiego.
W 2023 do Nagrody Zajdla nominowano jej opowiadanie.

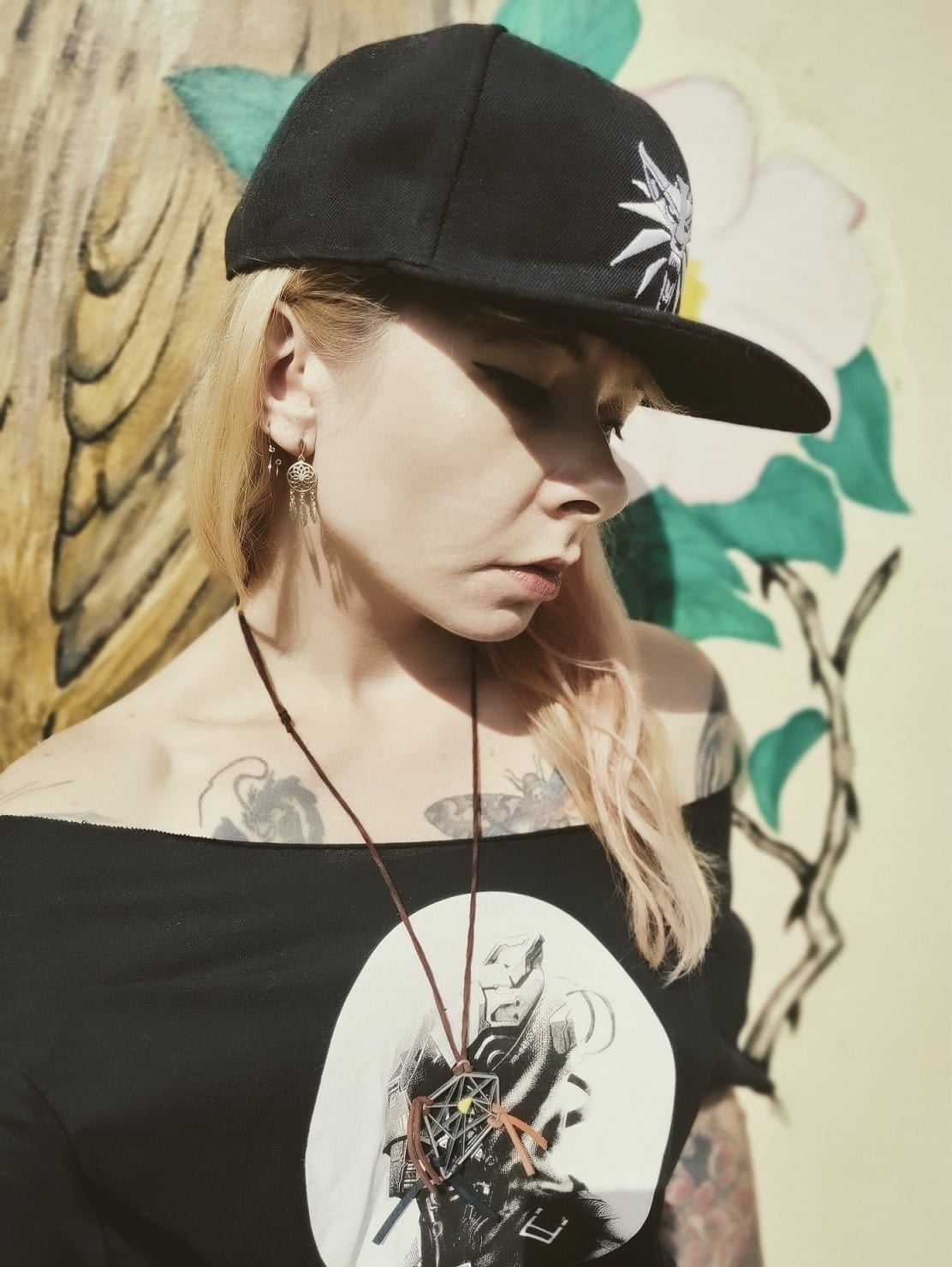
Magdalena Świerczek-Gryboś

## Publikacje
Książki
- Openminder[17] t. 1, SQN 2019 (nominowana do Nagrody Zajdla)
- Dzieci Burzy[18], t. 1, Alegoria 2019 (nominowana do Nagrody Zajdla)
- Trupokupcy, SQN 2020[20]
- Puste diabły, Virtualo (Empik) 2021[30] (audiobook wydany przez Bibliotekę Akustyczną[31])
- Lew i stalker z grzywą, SQN 2022
- Wszystkie kolory łabędzi, EmpikGo 2023[23]
- Nieświat, SQN 2024[24]
- Somnauci, Spisek Pisarzy 2025[25]

Opowiadania opublikowane drukiem
- Wszystkie śmierci Apolinarego, Nowa Fantastyka 3/2018[21]
- Mózgu, pracuj, Fantom nr 7 2018[21]
- Nie bój się zniknąć, Magazyn Świąteczny Gazety Wyborczej (projekt Jutronauci) 17-18.11.2018[32][21]
- Larwy (modlitwa do Klary), Sny Umarłych, polski rocznik weird fiction 2019[21]
- Wielki Dzięcioł, Dziwne opowieści. Antologia weird fiction 2021[21]
- Mleko przekwitłych matek, Niezwyciężone. Antologia opowiadań science fiction, EmpikGo 2021[21]
- Zapach matki, Sny Umarłych, polski rocznik weird fiction 2021[21]
- Dokąd idą świstunki?, Tarnowskie Góry. Miejskie opowieści, Almaz 2022[21]
- Zepsucie, Gruzy. Antologia Postapo, Planeta Czytelnika 2023[21]
- A dom cieknie, Tarnowskie Góry Niesamowite, Almaz 2023[33]
- Otchłanie, Młody Technik 4/2024[34]
- Fenomenologia rozpaczy, duet z Magdaleną Sakowską, Sny Umarłych, polski rocznik weird fiction 2024[35]
- OMG, Ku gwiazdom. Antologia Polskiej Fantastyki Naukowej 2024, Wydawnictwo IX[36]

Opowiadania w e-zinach i e-antologiach i inne
- Głos światów albo kołysanka satelitów, Antologia X na dziesięciolecie Creatio Fantastica 2017
- Lot motyla, Fantazmaty 2 2018
- Muerte Blanca, nanoFantazje 1.0 (Fantazmaty) 2018
- Niemożliwe, Antologia Fantastycznie nieobliczalni wyd. SQN 2018
- Bardzo trudne samobójstwo, Esensja 2019
- Dratewka projektujący Wszechświaty, Antologia W głębi snów, Zapomniane Sny 2020[37]
- Baran, gwiazda podwójna i morze w cynowej wannie, duet z Magdaleną Kucenty, Zbrodnia doskonała (Fantazmaty) 2020
- Ten wstrętny bóg kaszalotów, Biały Kruk 2020
- Kości dla trupokupca, Esensja 2021
- Brzydka baśń albo trupokupiec z prezentami, Antologia charytatywna Szepty wyd. SQN 2022
- Być martwym jest srebrem, nie istnieć – złotem, Biały Kruk, Wydanie Specjalne Słowo przeciw wojnie, 1/2022 (Nominowane do Nagrody Zajdla, wyróżnione w konkursie Pigmalion Fantastyki[38])
- Śnieg na plaży, Antologia charytatywna Czego dusza zapragnie, wyd. SQN 2023
- Czarnobyl cię kocha, biorobocie, Fantazmaty 3 2023
- Puste rękawy, Antologia charytatywna Zakazane szlaki, Zapomniane Sny 2024[39]
- Bajki robotów z ADHD, Antologia charytatywna Półsny, SQN 2025[40]

## Działalność literacka
Magdalena Świerczek-Gryboś jest organizatorką ogólnopolskich konkursów literackich. Odpowiada za konkurs „Jestem legendą”, którego zwieńczeniem jest jedna z najobszerniejszych antologii fantastycznych w Polsce Ja, legenda (Fantazmaty), za antologię Nowoświaty na Rok Lema (SQN), współodpowiada za Niezwyciężone. Antologia opowiadań science fiction (EmpikGo), jak również zainicjowała Wolbromską Jesień Poetycką. W swojej działalności podkreśla wagę wspierania debiutantów, a także wagę kwerendy naukowej jako niezbędnego elementu tworzenia literatury science fiction. Była prezeską zarządu Polskiej Fundacji Fantastyki Naukowej, komisarzem pierwszej edycji konkursu PFFN na opowiadanie fantastycznonaukowe, jest jedną z redaktorek pierwszej antologii PFFN Ku gwiazdom. Antologia polskiej fantastyki naukowej 2021 i współorganizatorką Kongresu Futurologicznego 2021 i 2023.
W 2024 wykładała techniki pisania opowiadań na kierunku kreatywne pisanie na Uniwersytecie Kardynała Stefana Wyszyńskiego.